# ドン・ウォズ
ドン・ウォズ（Don Was、1952年9月13日 - ）は、アメリカ合衆国のベーシストで音楽プロデューサーである。

## 人物
デトロイトにて生まれる。ミシガン大学に入学したが、1年で中退した。ジャーニーマンであり、デトロイト・ブルース、ジョン・コルトレーンやマイルス・デイヴィスによるジャズを聴いて育った。
芸名ドン・ウォズを使って同級生デヴィッド・ワイス（芸名デヴィッド・ウォズ）とグループ「ウォズ (ノット・ウォズ)」を結成。1980年代にアルバムを4枚発表して商業的に成功し、いくつかヒットを出した。ハンク・ウィリアムズの歌をジャズとR&Bでカバーしたアルバム『Forever's A Long, Long Time』を1997年に「Orquestra Was」名義で発表。2008年、ウォズ (ノット・ウォズ)を再結成し、新作を出してツアーを行った。
2012年1月に、ジャズ・レーベル「ブルーノート・レコード」の社長に就任。複数の大ヒット作を出している。ポリシーは「クソみたいなレコードを出さないこと」。

### 音楽プロデューサーとして
音楽プロデューサーとして、ローリング・ストーンズ、ボニー・レイット、ボブ・ディラン、ジョン・メイヤー、ジギー・マーリー、ボブ・シーガー、アル・グリーン、ルシンダ・ウィリアムス、ガース・ブルックス、リンゴ・スター、イギー・ポップ、ライル・ラヴェット、クリス・クリストファーソン、ジョー・コッカー、フーティー・アンド・ザ・ブロウフィッシュ、エイモス・リーやウィリー・ネルソンとエルトン・ジョン、スティーヴィー・ニックス、ジョージ・クリントン、ランディ・ニューマン、ブラック・クロウズ、カーリー・サイモン、トラヴィス・トリット、ブライアン・ウィルソン、ジャクソン・ブラウン、ベアネイキッド・レディース、オールド・クロウ・メディスン・ショー、ロイ・オービソン、ウェイロン・ジェニングス、ジェシー・コルタ、リッチー・サンボラ、ザ・プレジデンツ・オブ・ザ・ユナイテッド・ステイツ・オブ・アメリカ、B.B.キング、ポール・ウェスター、カート・エリング、ポイズン、ヘプハレド、B-52's、ズッケロ、トッド・スナイダー、エリザベス・クック、ジル・ソブール、ソロモン・バークなどを担当。
1989年発売のボニー・レイットのアルバム『ニック・オブ・タイム』をプロデュース。1990年2月開催の第32回グラミー賞で、同アルバムは「最優秀アルバム賞」と「最優秀女性ロック・ボーカル・パフォーマンス賞」を受賞。また、アルバムに収録された表題曲「ニック・オブ・タイム」は「最優秀女性ポップ・ボーカル・パフォーマンス賞」を受賞した。
1994年、グラミー賞最優秀プロデューサー部門を受賞。 
ジギー・マーリーと共作した『Family Time』は2009年グラミー賞最優秀子供向けアルバム部門を受賞した。

## 映画の仕事
多くの映画作品で音楽監督・音楽顧問を務めてきた。また、1997年、ブライアン・ウィルソンのドキュメンタリーを監督し、サンダンス映画祭で公開、サンフランシスコ映画祭のゴールデン・ゲート賞を受賞。サントラも制作した。映画『バックビート』のオリジナル・スコアで英国アカデミー賞受賞。

### ローリング・ストーンズ
1964年に12歳でコンサートを見て以来のローリング・ストーンズのファンで、彼らのアルバム『ヴードゥー・ラウンジ』『ストリップド』『ブリッジズ・トゥ・バビロン』『フォーティ・リックス』『ライヴ・リックス』『ア・ビガー・バン』のプロデュースを担当。また、リマスターなどを担当した『メイン・ストリートのならず者』を2010年5月に、『女たち』を2011年10月にそれぞれ再発売した。

## ディスコグラフィ

### 1980年代
- 1981: Was (Not Was)/Was (Not Was)(ベース、シンセサイザー、ボーカル、プロデューサー)
- 1982: The Beat Goes On/Orbit featuring Carol Hall (共同プロデュース)
- 1983: Born to Laugh at Tornadoes/Was (Not Was) (ベース、プロデューサー、キーボード、エンジニア)
- 1984: Into the Hot/Floy Joy(プロデューサー)
- 1985: Spoiled Girl/カーリー・サイモン (プロデューサー)
- 1986: Weak in the Presence of Beauty/Floy Joy (プロデューサー)
- 1986: Madness of It All/Ward Brothers(プロデューサー)
- 1986: Cross That Bridge/Ward Brothers (プロデューサー)
- 1988: What Up, Dog?/Was (Not Was) (ギター、ベース、プロデューサー、キーボード、エンジニア)
- 1989: Nick of Time/ボニー・レイット (キーボード、エンジニア)
- 1989: コズミック・シング Cosmic Thing/B-52's(プロデューサー)

### 1990年代
- 1990: Take it to Heart/マイケル・マクドナルド (プログラミング、シーケンス処理、シンセサイザー、プロデューサ)
- 1990: Brick by Brick/イギー・ポップ(プロデューサー)
- 1990: アンダー・ザ・レッド・スカイ/ボブ・ディラン(ベース、 プロデューサー)
- 1990: トゥ・ビー・コンティニュード/エルトン・ジョン(プロデューサー)
- 1991：シリアス・ファン/ザ・ナック（プロデューサー）
- 1991: ディディ（英語版）/ハレド(ベース、プロデューサー、キーボード)
- 1991: Are You Okay?/Was (Not Was)(プロデューサー、ギター、ベース、ボーカル、エンジニア)
- 1991: Luck of the Draw/ボニー・レイット(プロデューサー)
- 1991: The Fire Inside/Bob Seger(ベース、プロデューサ)
- 1992: Arkansas Traveler/ミッシェル・ショックト（英語版）(プロデューサー)
- 1992: Time Takes Time/リンゴ・スター (プロデューサー)
- 1992: グッド・スタッフ Good Stuff/B-52's(プロデューサー)
- 1992: Read My Lips/A Thousand Points of Night (一度限りのサイドプロジェクトにて用いられた変名)
- 1992: Strange Weather/グレン・フライ  (プロデューサー)
- 1992: キング・オブ・ハーツ/ロイ・オービソン (プロデューサー、オルガン、コーラス)
- 1992: Never Been Rocked Enough/デルバート・マクリントン (プロデューサー)
- 1993: Across the Borderline/ウィリー・ネルソン (プロデューサー)
- 1993: Thousand Roads/デヴィッド・クロスビー(プロデューサー)
- 1993: アイム・アライブ/ジャクソン・ブラウン(プロデューサー)
- 1994: Longing in Their Hearts/ボニー・レイット (ベース、プロデューサー)
- 1994: ヴードゥー・ラウンジ/ローリング・ストーンズ(プロデューサー)
- 1994: Waymore's Blues/ウェイロン・ジェニングス (ベース、プロデューサー)
- 1994: Dreams in Motion/フェリックス・キャヴァリエ（プロデューサー）
- 1995: The Road Goes on Forever/ハイウェイマン（英語版）(プロデューサー)
- 1995: MTVアンプラグド/ボブ・ディラン(ミキシング)
- 1995: I Just Wasn't Made for These Times/ブライアン・ウィルソン(プロデューサー)
- 1995: Road Tested/ボニー・レイット(プロデューサー)
- 1995: ストリップド/ローリング・ストーンズ (プロデューサー、オルガン)
- 1996: The Restless Kind/Travis Tritt(プロデューサー)
- 1996: オーガニック/ジョー・コッカー(プロデューサー)
- 1996: Equilibrio de Los Jaguares/Jaguares(プロデューサー)
- 1997: ブリッジズ・トゥ・バビロン/ローリング・ストーンズ  (ベース、キーボード、エグゼクティブプロデューサー、プロデューサー、ピアノ)
- 1997: Undiscovered Soul/リッチー・サンボラ(プロデューサー)
- 1999: Suicaine Gratifaction/Paul Westerberg(プロデューサー)
- 1999: Spirit of Music/Ziggy Marley(プロデューサー)
- 1999: Avenue B/イギー・ポップ(プロデューサー)
- 1999: In the Life of Chris Gaines/ガース・ブルックス (プロデューサー)

### 2000年代
- 2000: マルーン/ベアネイキッド・レディース(プロデューサー)
- 2001: ライオンズ/ブラック・クロウズ (ベース、プロデューサー、ミキシング)
- 2002: Wide World Over/チーフタンズ(ベース、プロデューサー)
- 2002: フォーティ・リックス/ローリング・ストーンズ（新曲のみプロデュース）
- 2003: Hootie & the Blowfish/フーティー・アンド・ザ・ブロウフィッシュ  (プロデューサー)
- 2004: ライヴ・リックス/ローリング・ストーンズ(プロデューサー)
- 2005: Countryman/ウィリー・ネルソン (プロデューサー)
- 2005: Make Do With What You've Got/ソロモン・バーク(プロデューサー)
- 2005: ア・ビガー・バン/ローリング・ストーンズ(プロデューサー、ピアノ)
- 2006: This Old Road/クリス・クリストファーソン (プロデューサー、ピアノ、アコースティック&アップライトベース)
- 2006: Out of the Ashes/ジェシー・コルター（英語版） (ベース、プロデューサー)
- 2006: Fly/Zucchero(プロデューサー)
- 2006: レアリティーズ 1971-2003/ローリング・ストーンズ（プロデューサー）
- 2008: Last Days at the Lodge/エイモス・リー(プロデューサー)
- 2008: Tennessee Pusher/オールド・クロウ・メディスン・ショウ（英語版） (プロデューサー)
- 2008: Boo!/Was (Not Was)(プロデューサー、エンジニア、ベース、キーボード、ドラム、ボーカル)
- 2009: The Excitement Plan/トッド・スナイダー(プロデューサー)
- 2009: Shimmer (EP)/Pieta Brown (ベース、プロデューサー)
- 2009: Acquired Taste/デルバート・マクリントン(プロデューサー)
- 2009: Closer to the Bone/クリス・クリストファーソン (プロデューサー)
- 2009: The California Years/ジル・ソビュール（英語版） (ベース、プロデューサー)

### 2010年代
- 2010: Y Not/Ringo Starr （ベース）
- 2010: Stone Temple Pilots/ストーン・テンプル・パイロッツ  (プロデューサー)
- 2010: Welder/Elizabeth Cook(プロデューサー)
- 2010: ザ・ユニオン/エルトン・ジョン/レオン・ラッセル  (ベース)
- 2010: Chocabeck/ズッケロ (プロデューサー)
- 2010: メイン・ストリートのならず者（イリシュー盤）/ローリング・ストーンズ（リマスタリング、未発表曲のみプロデュース）
- 2011: 女たち（イリシュー盤）/ローリング・ストーンズ（リマスタリング、未発表曲のみプロデュース）
- 2011: Wild and Free/ジギー・マーリー(プロデューサー)
- 2011: The Gate/カート・エリング (プロデューサー)
- 2011: Blessed/ルシンダ・ウィリアムズ (プロデューサー)
- 2012: GRRR!/ローリング・ストーンズ（新曲のみプロデュース）
- 2012: ボーン・アンド・レイズド/ジョン・メイヤー (プロデューサー)
- 2012: Born to Sing: No Plan B/ヴァン・モリソン (プロデューサー)
- 2013: My True Story/アーロン・ネヴィル ( キース・リチャーズとの共同プロデュース)
- 2013: パラダイス・バレー/ジョン・メイヤー (プロデューサー)
- 2014: You Should Be So Lucky/ベンモント・テンチ（英語版）(ベース)

## 音楽監督及び音楽顧問

### 映画
- 『ドン・サバティーニ』 (1990年)
- 『ハネムーン・イン・ベガス』 (1992年)
- 『デイズ・オブ・サンダー』 (1990年)
- 『エイト・セカンズ/伝説の8秒』 (1994年)
- 『ザ・ペーパー』 (1994年)
- 『プレタポルテ』 (1994年)
- 『トイ・ストーリー』 (1995年)
- 『ボーイズ・オン・ザ・サイド』 (1995年)
- 『ティン・カップ』 (1996年)
- 『フェノミナン』 (1996年)
- 『マイケル』 (1996年)
- 『テルマ&ルイーズ』 (1997年)
- 『レインメーカー』 (1997年)
- 『微笑みをもう一度』 (1998年)